# Lendinara
Lendinara (Łendenara in veneto) è un comune italiano di 11 477 abitanti della provincia di Rovigo in Veneto.

## Geografia fisica

### Territorio
Lendinara è situata nel nord-est della penisola italiana nella parte medio occidentale del Polesine ed è attraversata dal fiume Adigetto, che la divide in due settori. A nord il suo territorio è lambito del fiume Adige che la divide dalla Provincia di Padova. Dista dal capoluogo Rovigo 16 km.
Le sue coordinate geografiche sono:
- secondo il sistema sessagesimale: 45° 5' 6,72” N 11° 36' 2,52” E
- secondo il sistema decimale: 45,0852° N 11,6007° E
- World Wide Locator: JN55TC[4]

Il territorio è pianeggiante (si va dai 5 ai 18 metri sul livello del mare) e si estende per 55,40 km2.
- Classificazione sismica: zona 4 (Pericolosità sismica molto bassa)[5]

### Clima
Secondo la Classificazione dei climi di Köppen, Lendinara ha un clima temperato umido con estate calda (Cfa). Si tratta di un clima temperato con estati calde e talvolta afose e inverni freddi e umidi. Le precipitazioni si concentrano nelle stagioni primaverile ed autunnale.
- Classificazione climatica: zona E
- Gradi giorno: 2.355[4]

### Frazioni, località e nuclei abitati
Frazioni: Barbuglio, Campomarzo, Molinella, Rasa, Ramodipalo, Saguedo, Treponti.
Località e nuclei abitati: Arzarello I, Arzarello II, Arzarello III, Arzarello V, Barbuglio, Boaria Rosine, Ca' Mignola Bassa, Campomarzo, Canton, Capitello Rasa, Capitello Rasa I, Capitello Rasa II, Capitello Valdentro, Caselle Provinciale, Cavazzana-Santa Lucia, Crosara, Crosara I, Crosara II, Fossello, Lama, Molinella, Pajarola, Ramodipalo Rasa, Rosa-Lendinara, Sabbioni Alti I, Sabbioni Alti II, Sabbioni Centro, Saguedo, San Lazzaro, San Lazzaro Provinciale, Treponti, Viazza, Villanova del Ghebbo-Valdentro.

## Origini del nome
Non è ancora stata trovata una spiegazione sicura per l'origine del nome di Lendinara. Affinità etimologiche starebbero a dimostrare l'origine celtica. I suoni "L-N-D", infatti, si trovano in molte città fondate dai Celti. Altre ipotesi affermano l'origine germanica o veneta del nome. Secondo queste ipotesi (origine germanica o celtica) il nome risalirebbe al periodo delle invasioni barbariche e significherebbe "terra fortificata". Avrebbe origine, infatti, dal contesto lessicale paneuropeo e prelatino della parola land. Pieri, fa derivare il nome della città dal termine latino hirindine o hirundine (rondine) con l'aggiunta del suffisso -aria. I Lendinaresi attribuirono la fondazione della città all'eroe troiano Antenore che l'avrebbe fatta sorgere prima di fondare Padova. In questo caso, quindi, il nome inizialmente sarebbe stato "Antenaria". In un documento del 944 di Papa Marino II al vescovo di Adria (Giovanni II?) la città appare con il nome di "Lendenaria". Jacopo Zennari riporta invece il nome "Lentenaria", riprendendolo da una citazione del Bocchi, relativa al documento di papa Marino II, dove parlando del ramo settentrionale dell'Adige si leggerebbe: "itaque...confirmamus...massa Cappaciana (oggi Cavazzana) et Lentenaria una cum silva sua usque in flumen Athicem..."

## Storia

### Antichità
Che un primitivo centro esistesse già in età romana è dimostrato da numerosi ritrovamenti archeologici, quali urne cinerarie, lapidi, monete, vetri ed anche tracce di opere stradali ed idrauliche. Forse si ebbero insediamenti più antichi perché alcun reperti sembrano derivare la loro origine dal Medio Oriente.

### Medioevo
Il primo documento storico riguardante la città risale all'870, quando il veronese Uberto Cattaneo ottenne dai carolingi la signoria sul paese, signoria che durò per più di quattro secoli. Già nel XI secolo Lendinara era "illustre Castello, arricchito di molte fabbriche e torri, colta popolazione", come la definì il Muratori. Il castello era collocato alla sinistra dell'Adigetto ed era circondato da fortificazioni che contenevano gran parte dell'abitato. Al di fuori delle mura si trovavano, invece, la pieve di Santa Sofia e il convento di San Biagio attorno a cui si andavano formando varie contrade. Lendinara era situata al centro di un territorio molto fertile e i suoi fiumi, Adige ed Adigetto, favorivano le comunicazioni. Lo sviluppo fu continuo e rapido con la costruzione di chiese e ville e la presenza di notai, famiglie cittadine nonché di un'organizzazione comunale sviluppata. Ebbe un podestà a partire dal 1225 e fu dotata nel 1321 del primo statuto in Polesine.
La città venne distrutta da Ezzelino da Romano nel 1246 a causa dell'amicizia dei lendinaresi coi Sambonifacio. Dopo questo incendio, un nuovo nucleo cittadino sorse attorno al grande complesso conventuale dei francescani, detto 'San Marco'. Il convento fu soppresso definitivamente nel 1810, come l'abbazia della Vangadizza di Badia Polesine. Verso il 1275, per un breve periodo, la città si resse a repubblica. I padovani acquistarono la città nel 1283 e la cedettero poi agli Este. In questo periodo fu eretto il "Granarone", un grande deposito di vettovaglie. Il castello aveva una torre maestra di cinque piani, e una fossa che circondava tutto il paese, solo un ponte di legno raccordava il centro con la rocca. Quattro porte regolavano l'accesso alla città.
Dopo esser stata venduta ai veneziani, per Lendinara il quattrocento fu il secolo d'oro per la cultura, i numerosi conventi della città ne furono custodi e diffusori. Nacque anche la grande scuola degli artigiani del legno dei Canozi (o Canozio), fra cui eccelse Lorenzo Canozi, autore di lavori in stile gotico.

### Età moderna
Al fiorire congiunto di arte ed economia, seguì una maggiore tutela del territorio reso paludoso dalle frequenti alluvioni. Nel 1495 Lendinara ricevette il titolo di città. L'economia si sviluppò con l'incremento di produzione agricola. Nel cinquecento la città si era allargata ed arricchita di case signorili ed oratori. Nel seicento Lendinara divenne molto attiva e la popolazione, oltre che all'agricoltura, era dedita all'industria della lana e al commercio dei pellami. Il fenomeno culturale portò, nel 1695 alla fondazione della prima stamperia. Nel settecento la città si rinnovò con la ricostruzione di edifici pubblici e privati, mentre le strade e le piazze furono lastricate. Anche la cultura ebbe un grande impulso col fiorire della letteratura e il riemergere della lavorazione del legno. In questo periodo Lendinara fu chiamata "l'Atene del Polesine".
Tra la fine del Settecento e tutto l'Ottocento la città fu dominata inizialmente dai francesi e successivamente dagli austriaci. Nel 1866 Lendinara divenne a far parte del Regno d'Italia, ma alla nuova condizione di libertà si contrapposero però delle notevoli difficoltà economiche che spinsero parte della popolazione all'emigrazione verso il Brasile.
All'inizio del Novecento la città ebbe uno sviluppo industriale con la costruzione dello zuccherificio, di una fabbrica di concimi, di uno jutificio e canapificio e di un'industria alimentare.
Attualmente l'industria è orientata verso l'arredamento, l'abbigliamento e le calzature pur risentendo della crisi generale di questi settori.

## Monumenti e luoghi d'interesse

### Architetture religiose

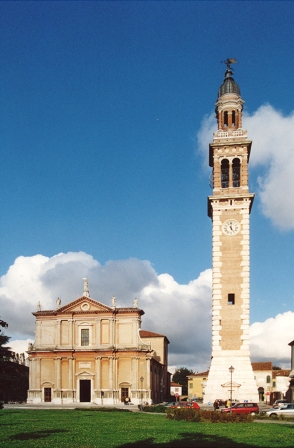
Duomo di Santa Sofia

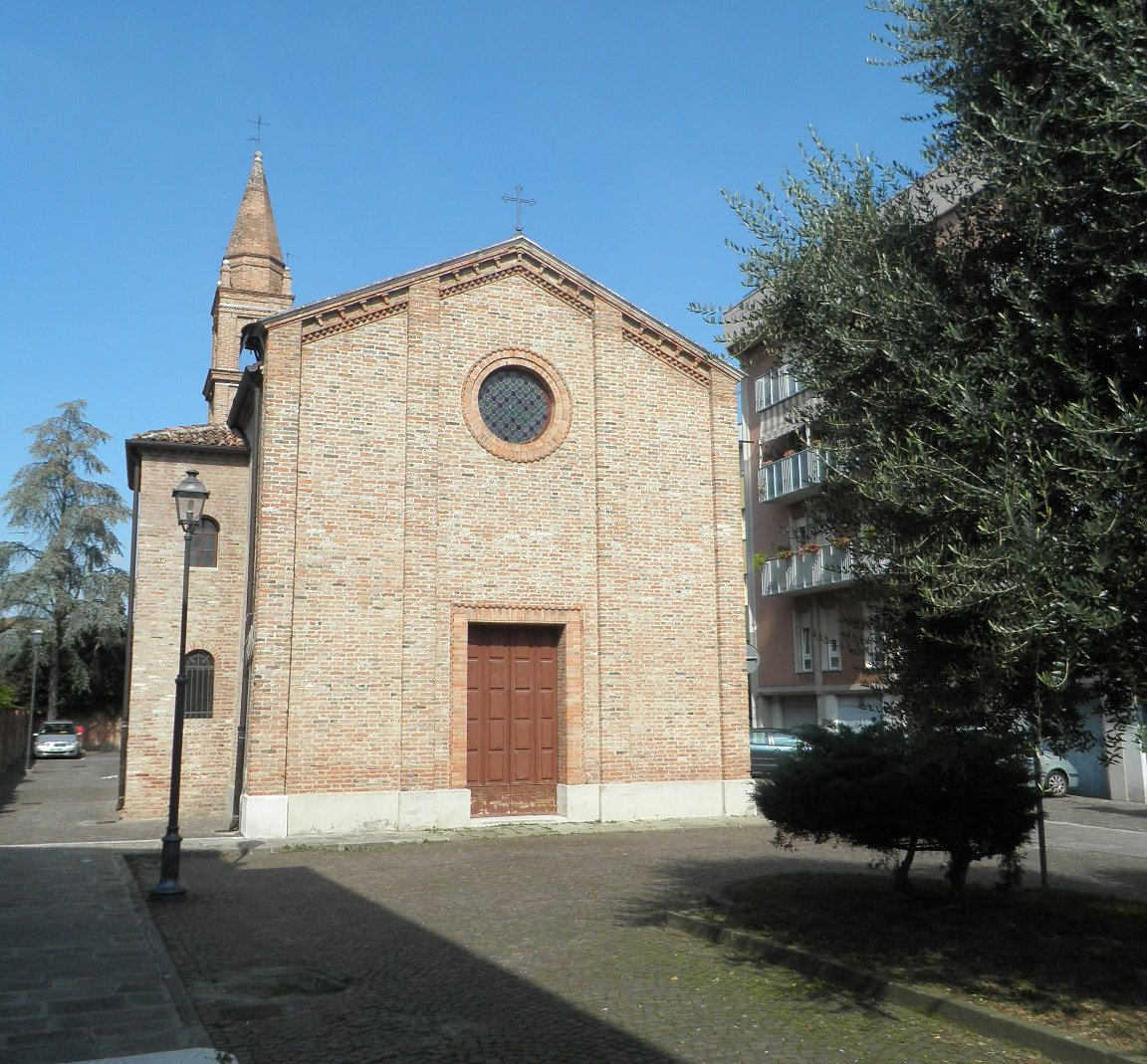
Chiesa di Sant'Anna.

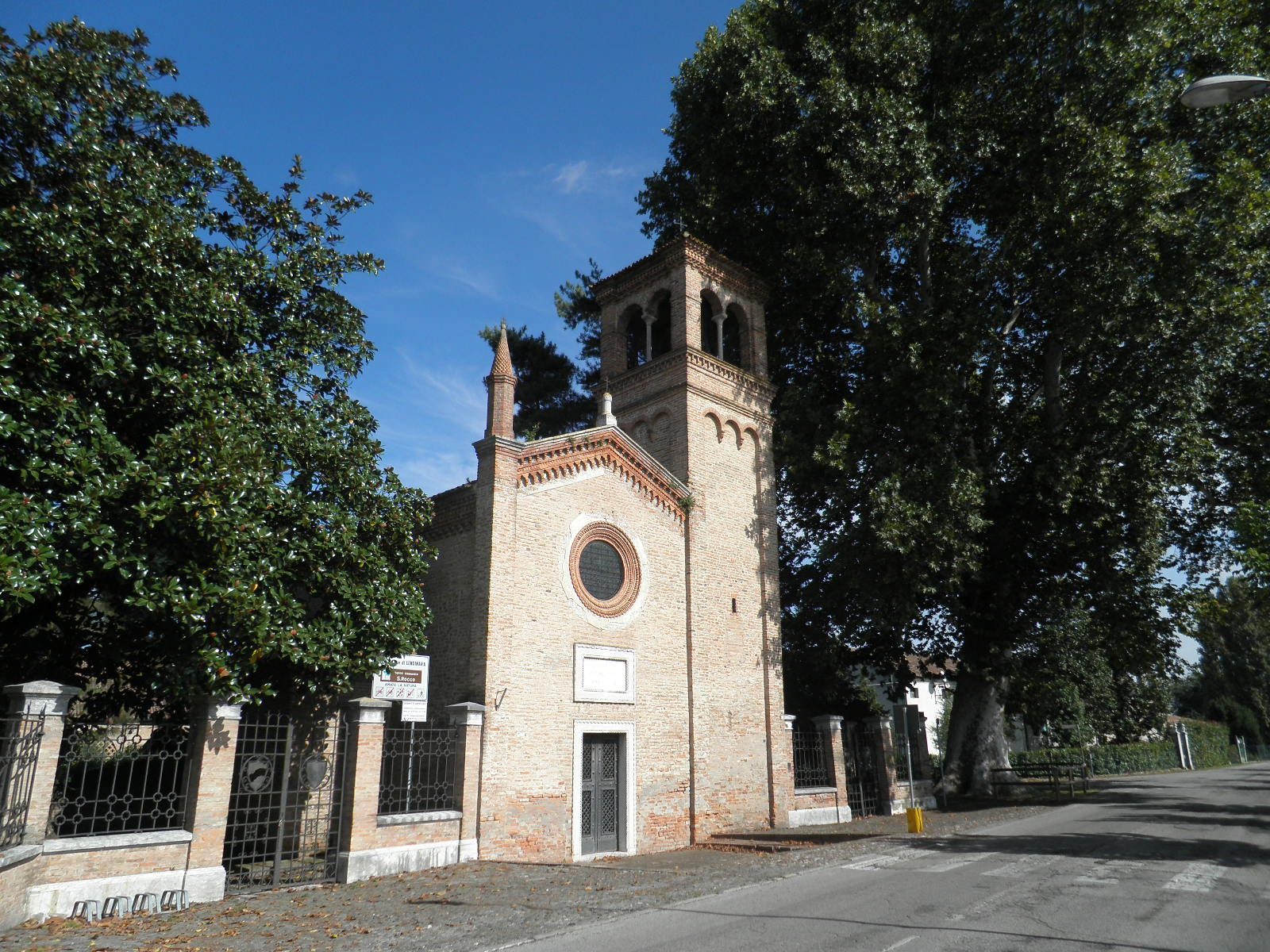
Chiesa di San Rocco

- Santuario della Beata Vergine del Pilastrello è un santuario mariano eretto in seguito ad avvenimenti miracolosi avvenuti secondo la tradizione nel XVI secolo, connessi all'acqua di una fonte che dimostrò avere poteri taumaturgici e che è stata deviata all'interno della nuova chiesa[9]. Lo spazio interno della chiesa è diviso in tre navate ed è ritmato da archi a pieno centro che poggiano su pilastri. La chiesa contiene numerosi affreschi e tele tra le quali un'opera di Jacopo e Domenico Tintoretto. Ospita un concerto di 9 campane fuse in anni diversi e inceppate a sistema veronese.
- Duomo di Santa Sofia. Secondo la tradizione sorse nel 1070 sulle rovine di un antico tempio come oratorio della famiglia Cattaneo. Intorno al 1674 in forte degrado, venne ampliata e restaurata secondo il progetto dell'architetto ferrarese Angelo Santini nel 1760. I lavori si trascinarono finché non venne coinvolto l'architetto lendinarese don Francesco Antonio Baccari a cui si deve il progetto della facciata. La chiesa è costituita da tre navate che confluiscono in una larga abside chiusa in alto da una cupola. L'interno è arricchito da numerose opere pittoriche. A fianco del Duomo s'innalza la torre campanaria, di ben 92.5 metri, una delle più alte d'Italia. Venne realizzata tra il 1797 e il 1857 anch'essa su progetto del Baccari. Ospita un concerto di 8 campane fuse da De Poli in tonalità Do e alcune di queste vennero spaccate per formare cannoni durante l'epoca bellica per poi essere rifuse dopo il termine di quest'ultima.
- Chiesa di San Biagio. Elegante e neoclassica, risale all'ottocento ma è presente un oratorio dedicato a San Biagio a Lendinara fin dal XIII secolo, quando ad esso era annesso il convento degli Umiliati. La facciata è caratterizzata dalle quattro colonne del pronao che sostengono il frontone decorato da statue ai vertici. Le due ali laterali sono delimitate da ampie arcate a pieno centro. Da una di queste si erge il campanile risalente al XVII secolo. L'interno è diviso in tre navate e modulato da imponenti colonne. Gli altari laterali sono decorati con pale di autori come Gregorio Lazzarini, Antonio Zanchi e Andrea Vicentino. L'altar maggiore contiene sculture di artisti lendinaresi. Vi sono anche affreschi dell'Aldiverti[10].
- Chiesa di Sant'Agata. Fondata nel 1486 per il convento delle monache benedettine cassinesi e dedicata a Sant'Agata. Dopo svariate vicende la chiesa è stata affidata ai frati Cappuccini che ne hanno cambiato la dedicazione da Sant'Agata a San Francesco. La chiesa è a navata unica, ritmata da paraste di ordine ionico ed ha un profondo presbiterio ai lati del quale sono presenti due ambienti adibiti a coro. La facciata a due spioventi viene delimitata da lesene ed è dotata di un rosone centrale e di un portale architravato con portico, aggiunto nel Novecento. All'interno la chiesa contiene numerose opere pittoriche.
- Chiesa di Sant'Anna (o anche chiesa di Santa Maria e Sant'Anna). La chiesa di Santa Maria e Sant'Anna che sorge in una suggestiva piazzetta venne edificata nel 1433 per volere di Anna Bollato Falconetti. Nel XVI e XVII secolo era presente presso la chiesetta un convento di Suore Benedettine. Nel 1799 venne occupata dai Russi che vi celebravano i riti ortodossi. La chiesa venne restaurata nel XIX secolo per volere e sotto la sovrintendenza di Gaetano Baccari. La facciata in mattoni a vista venne, poi, rinnovata negli anni trenta del XX secolo. L'interno consiste in una navata unica con due piccoli cori e due altari ai lati del presbiterio. Sull'altar maggiore è posta una tela del 1816 di Giovanni Baccari dedicata a Maria Vergine che porge il Bambino a Sant'Anna, San Giuseppe, San Gioacchino, e San Iacopo. Sull'altare di sinistra è collocata un'opera di un anonimo pittore tardomanierista raffigurante La chiamata di San Matteo. Sull'altare di destra, invece, è presente l'interessante tela di ispirazione fortemente controriformista Madonna del Carmine che appare a Santi, re, doge e anime del Purgatorio (1614 ca.) di Andrea Vicentino.
- Chiesa di San Giuseppe. La piccola chiesa sorge a pochi passi dal duomo di Santa Sofia. Venne costruita intorno al 1500 ed inizialmente venne dedicata a Santa Maria delle Grazie. Fu sede della Confraternita dei Flagellanti. Finita in degrado tanto da diventare un fienile venne messa all'asta per poi essere acquistata e restaurata da Francesco Antonio Baccari che la fece ornare con pitture e vi pose preziose reliquie donategli da papa Leone XII. Nel 1822, dedicata al transito di San Giuseppe, venne riaperta al culto come battistero del duomo. All'interno della chiesa sono presenti copie di dipinti di scuola bolognese e romana del XVIII secolo realizzate da artisti dell'Accademia nazionale di San Luca, la tela raffigurante il transito di San Giuseppe (1820) e l'ovale con San Vincenzo de' Paoli entrambi opere di Andrea Pozzi nonché le quadrature e le pitture murali raffiguranti La fuga in egitto e la Presentazione di Gesù al tempio (1822) opere del pittore veneziano Giovanni Fassini.
- Chiesa di San Rocco. Poco fuori dall'abitato lungo la strada che conduce a Rasa si trova la chiesa di San Rocco. Venne costruita nel 1516 per volere del Consiglio Comunale come ringraziamento a San Rocco per lo scampato pericolo della peste del 1511. Era annesso alla chiesa un convento di frati Serviti. Tra il 1923 e il 1927, divenuta di proprietà comunale, divenne Sacrario dei Caduti della prima guerra mondiale. All'esterno venne recuperato l'aspetto cinquecentesco mentre l'interno venne decorato con le pitture murali Storie della guerra del veronese Angelo Zamboni. Dove un tempo sorgeva il convento si trova oggi il suggestivo parco "delle Rimembranze". Nei pressi della chiesa si trova uno storico platano di grandi dimensioni a cui la popolazione è molto legata. Viene chiamato dai cittadini "l'alboron de San Rocco" ed è uno dei simboli della città.
- Oratorio di Sant'Antonio da Padova. Modesto edificio nelle dimensioni e nell'aspetto,caratterizzato dalla semplice facciata a capanna impreziosita ai suoi lati dalla presenza di due campanilini, sorge in località via Valli a qualche chilometro a sud del centro dell'abitato, ai margini dell'arteria stradale che collega Lendinara a San Bellino.
- Chiesa di Sant'Andrea Apostolo a Rasa
- Chiesa di San Barnaba Apostolo a Saguedo
- Chiesa di San Giacomo Apostolo a Ramodipalo
- Chiesa di San Nicola Vescovo a Barbuglio
- Chiesa del Patrocinio di San Giuseppe, in origine con dedicazione a San Giuseppe e Santa Caterina, nella frazione di Molinella

### Architetture civili

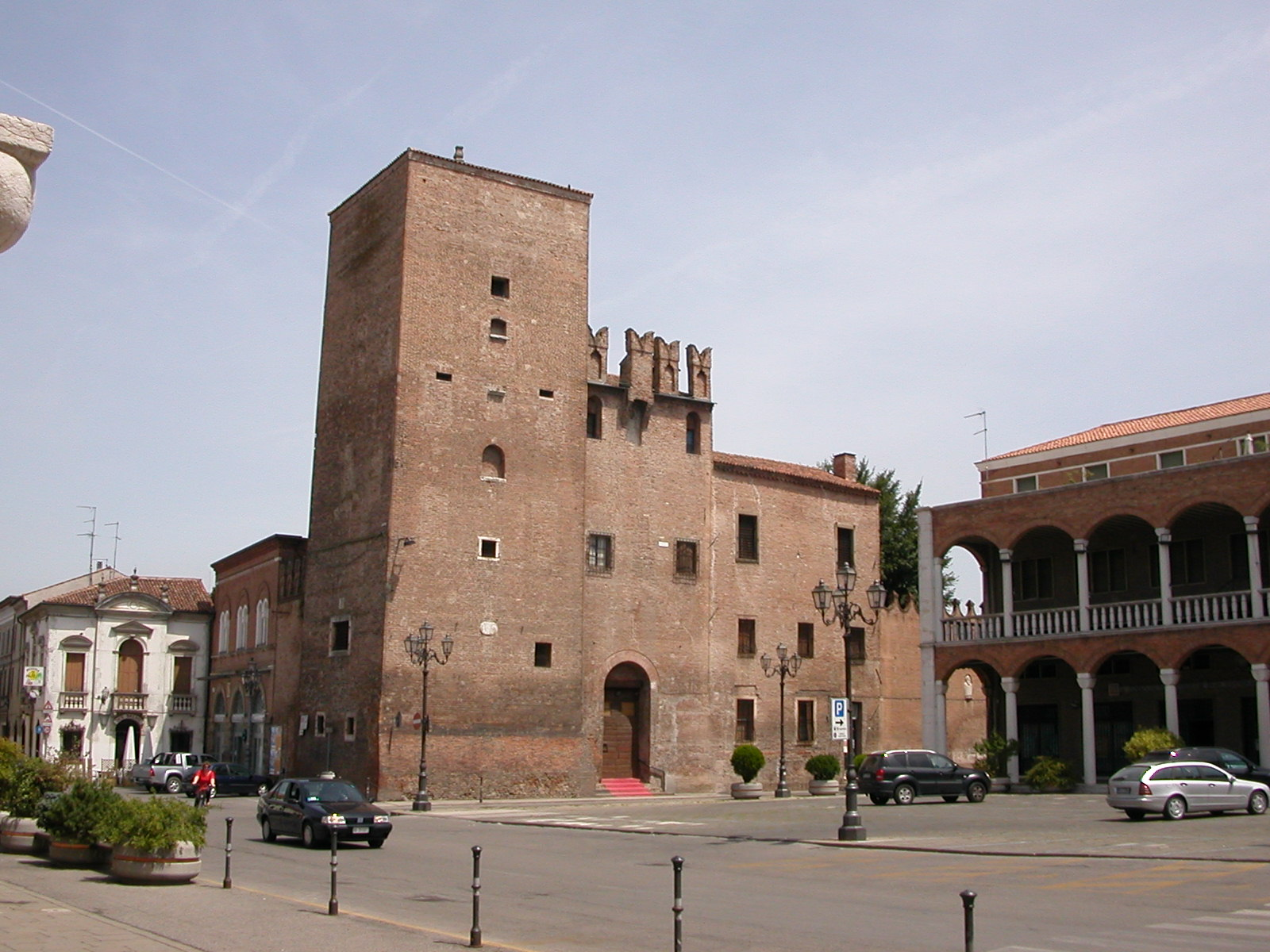
Palazzo Pretorio
Si tratta di uno dei più antichi edifici estensi nel Polesine, esso infatti risale alla fine del Trecento. Nacque come castello, sede civile e militare dell'autorità estense, in un primo tempo, ed in seguito veneziana. È costituito dalla torre Maistra, alta 25 metri, e da un edificio più basso dotato di merli e di un grande portale. Venne utilizzato in tempi più recenti come carcere, tanto da essere spesso chiamato dai cittadini col termine "'e presón". Oggi è sede dell'annuale mostra di presepi che attira appassionati e devoti della zona e non solo. All'interno, in quella che probabilmente era la cappella del palazzo, si trova un affresco raffigurante la Madonna in trono col Bambino (1509) attribuito a Boccaccio Boccaccini. Vi dipinse pure l'Aldiverti, all'inizio del XVII secolo.

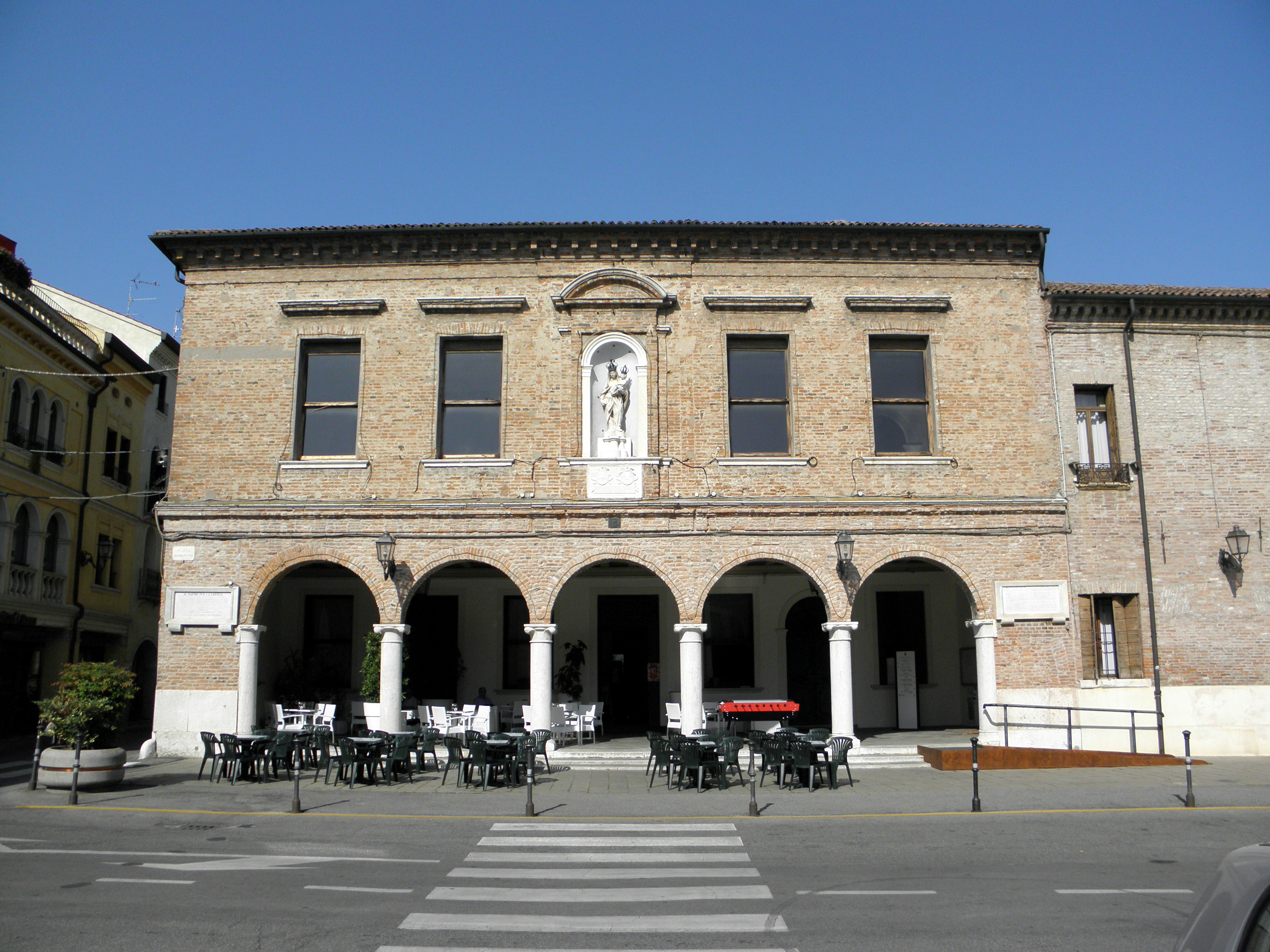
Palazzo Comunale
Eretto anch'esso dagli estensi nel XIV sec., è sede del Municipio di Lendinara. La facciata in laterizio è divisa in due piani: quello inferiore consiste in un porticato ad arcate sorrette da colonne di marmo mentre il piano superiore è scandito da quattro finestre rettangolari. Tra le due finestre centrali è collocata una nicchia con una statua della Madonna col Bambino (1618) che riprende il simulacro della Beata Vergine del Pilastrello. Nel Seicento al Palazzo Comunale venne annesso l'adiacente edificio del Monte di Pietà del 1501. All'interno del palazzo si trova la "sala canoziana" nella quale si può ammirare la grata monacale lignea ad intaglio e traforo (1447 ca.) realizzata in stile gotico dai celebri fratelli lendinaresi Lorenzo e Cristoforo Canozzi. Nella sala si trova anche l'interessante carta topografica di Lendinara di Gaspare Mazzante, risalente al 1690. Al piano inferiore si trova lo storico Caffè Maggiore che dà sulla loggia del Palazzo.
Torre dell'Orologio
Anticamente questa torre era una delle entrate della città-castello. Venne trasformata in torre campanaria e dotata di un grande orologio solo nel Seicento. È caratterizzata da una struttura quadrangolare, divisa in quattro piani ed è munita di merli. La porta è realizzata con un arco a sesto acuto.

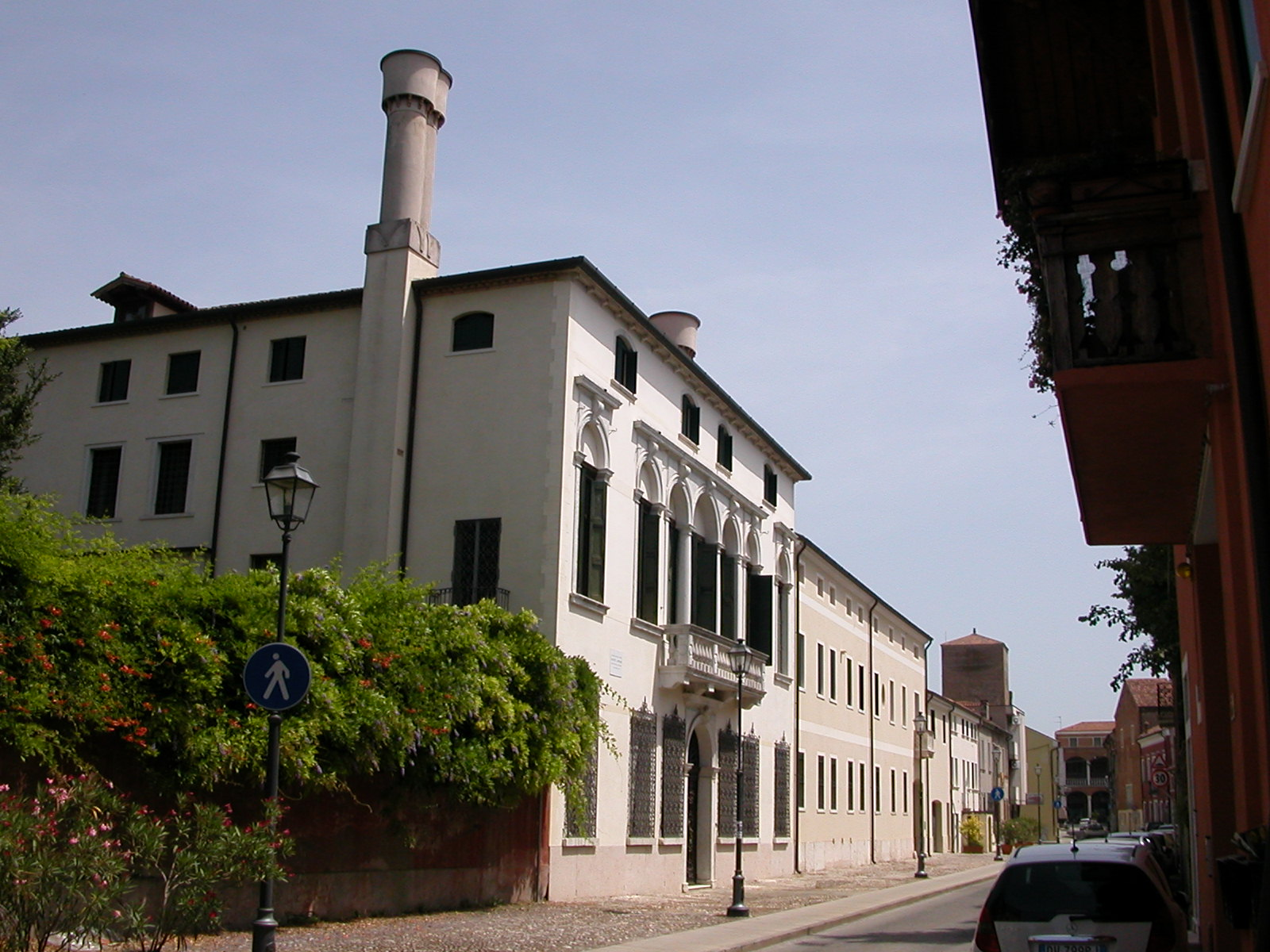
Palazzo Dolfin-Marchiori

Palazzo Ca' Dolfin-Marchiori e giardino romantico
Edificato nel Cinquecento, forse su progetto di Vincenzo Scamozzi, allievo del Palladio, è dotato di un ampio parco in stile romantico sul retro, nato dall'inventiva di Domenico Marchiori, pittore e poeta. Entrambe le facciate dell'edificio sono caratterizzate dalla presenza di numerose finestre architravate e a tutto sesto. È presente inoltre un elegante poggiolo a balaustra dal quale si affacciò Giuseppe Garibaldi per parlare alla folla nel 1866. Ma il palazzo annovera tra i suoi ospiti illustri anche il poeta Umberto Saba. Il parco è caratterizzato da una serie di canali, laghetti ed edifici in stile eclettico con riferimenti fantastici a realtà lontane. Ogni anno vengono organizzate visite guidate nel parco e sono state fatte anche delle escursioni naturalistiche notturne per conoscere la fauna del luogo. Il grande giardino infatti ospita lucciole, picchi, pipistrelli, upupe, martin pescatori, nitticore e aironi cinerini.
Palazzo Boldrin
Il palazzo Boldrin fu realizzato in stile ferrarese nella prima metà del XVI secolo per volere del cavaliere della Serenissima Vincenzo Malmignati, Palazzo Boldrin è sede della Biblioteca Comunale, fondata nel 1787. È alle porte la trasformazione del palazzo nella Cittadella della Cultura che comprende oltre alla Biblioteca Comunale il Museo del Risorgimento di Lendinara. La facciata semplice e lineare, è organizzata in due ordini: il registro inferiore è caratterizzato da un alto zoccolo e da un grande portale ad arco sormontato dallo stemma della famiglia. L'ordine superiore viene delimitato da un cornicione dentellato e da una cornice marcapiano ed è caratterizzato dalla presenza di una classica loggia in marmo con poggiolo a balaustra, da un elegante trifora e da un cornicione in cotto. Un tempo la facciata era decorata anche da affreschi probabilmente dello Zelotti, che però oggi appaiono molto degradati.

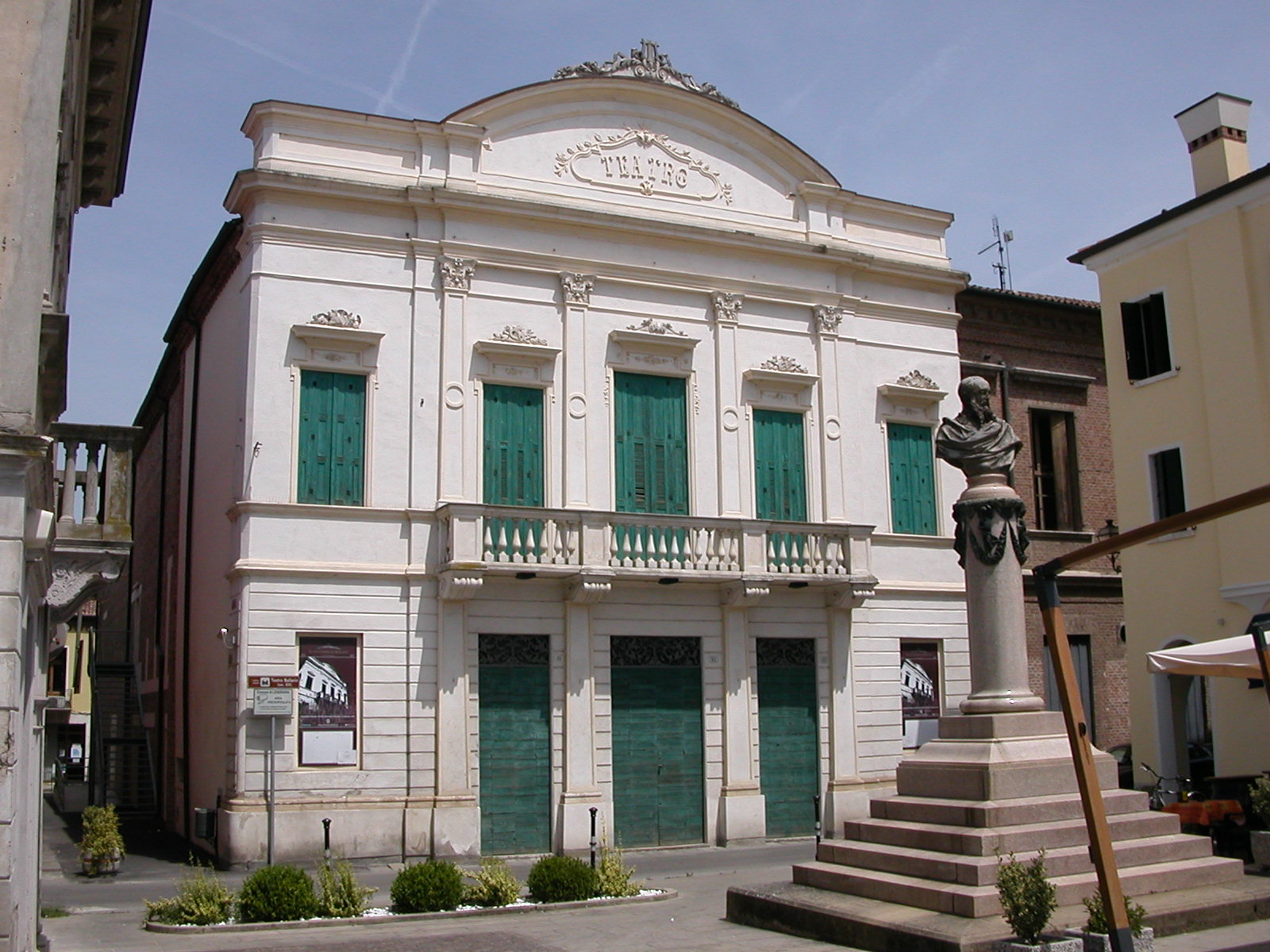
Teatro Ballarin
Costruito nel XV sec. dagli Estensi, inizialmente era un deposito di vettovaglie. Veniva, infatti, chiamato "granaron" dalla popolazione. Solo nell'Ottocento venne ristrutturato e trasformato in teatro secondo il progetto di Antonio Foschini, architetto autore anche del teatro comunale di Ferrara. Dopo anni di abbandono e il rischio di essere abbattuto, negli ultimi anni è stato ristrutturato completamente ed oggi si presenta con tutta la sua eleganza nella suggestiva piazzetta in riva al fiume.

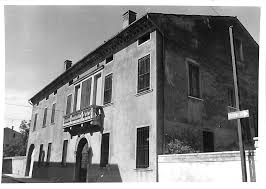
Palazzo Cattaneo di Lendinara.

Palazzo Cattaneo
Il palazzo della nobile famiglia veronese, che ebbe la signoria sul paese fin dall'870, risale al Cinquecento. L'interno del palazzo è caratterizzato dal tradizionale schema veneziano con saloni centrali e stanze ai lati. Nel piano nobile le pareti sono decorate con affreschi che raffigurano scene di vita quotidiana e temi agresti. Vennero realizzati nel 1715 da G. Boschetti di Udine.

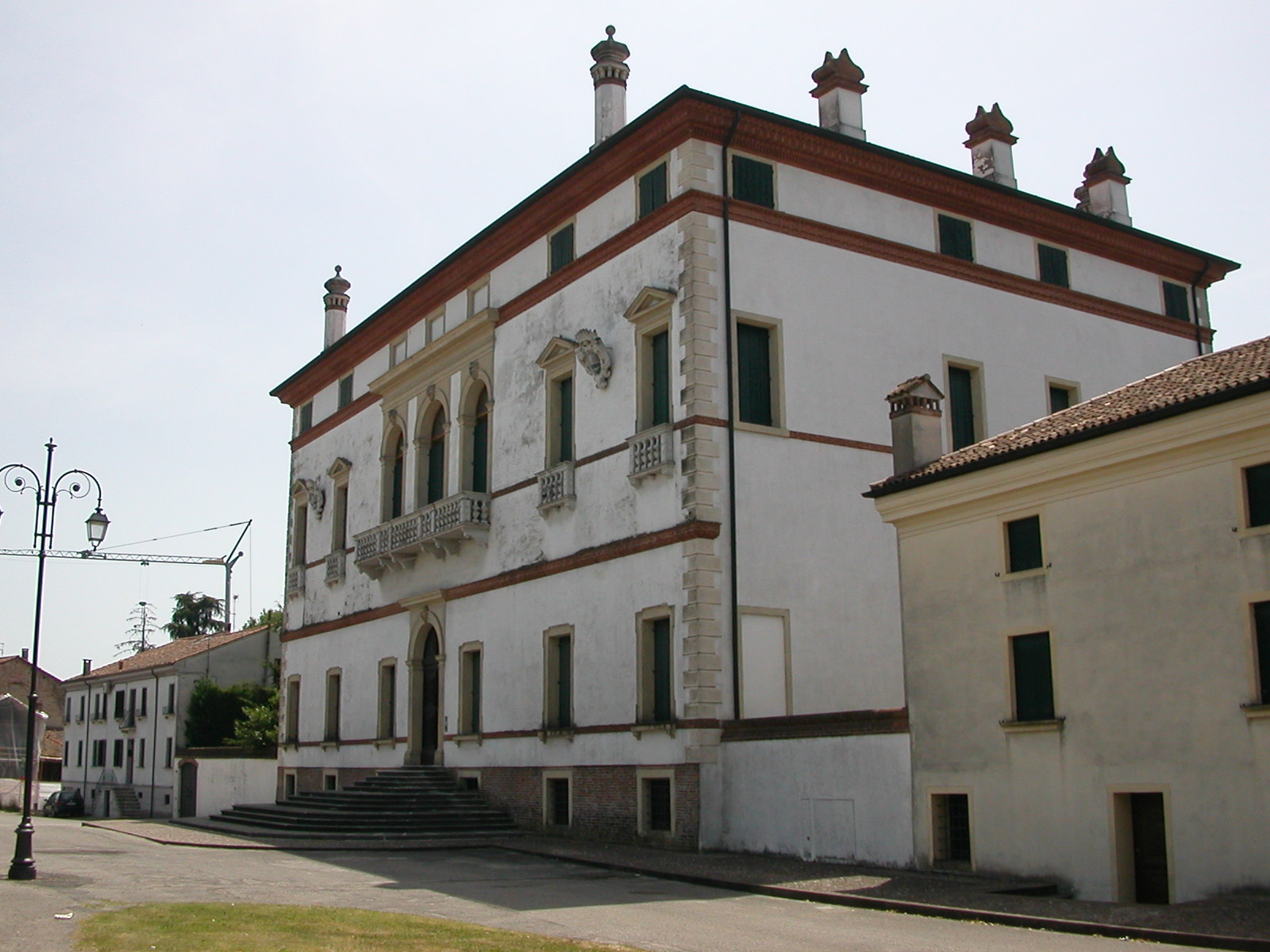
Palazzo Malmignati
Il palazzo Malmignati è collocato lungo la riviera destra del fiume Adigetto. Venne fatto edificare nel settecento dalla nobile famiglia ferrarese dei Malmignati. La facciata principale è scandita da cornici marcapiano in cotto e da molte finestre architravate disposte in modo simmetrico sui vari piani. Sul tetto è possibile notare quattro eleganti camini settecenteschi dotati di cupola in marmo. All'interno del palazzo, a pianta rettangolare, si trovano grandiosi saloni. Originariamente il palazzo e le adiacenze erano circondati da mura. Il giardino all'italiana ora si presenta con quattro aiuole verdi con al centro uno specchio d'acqua.

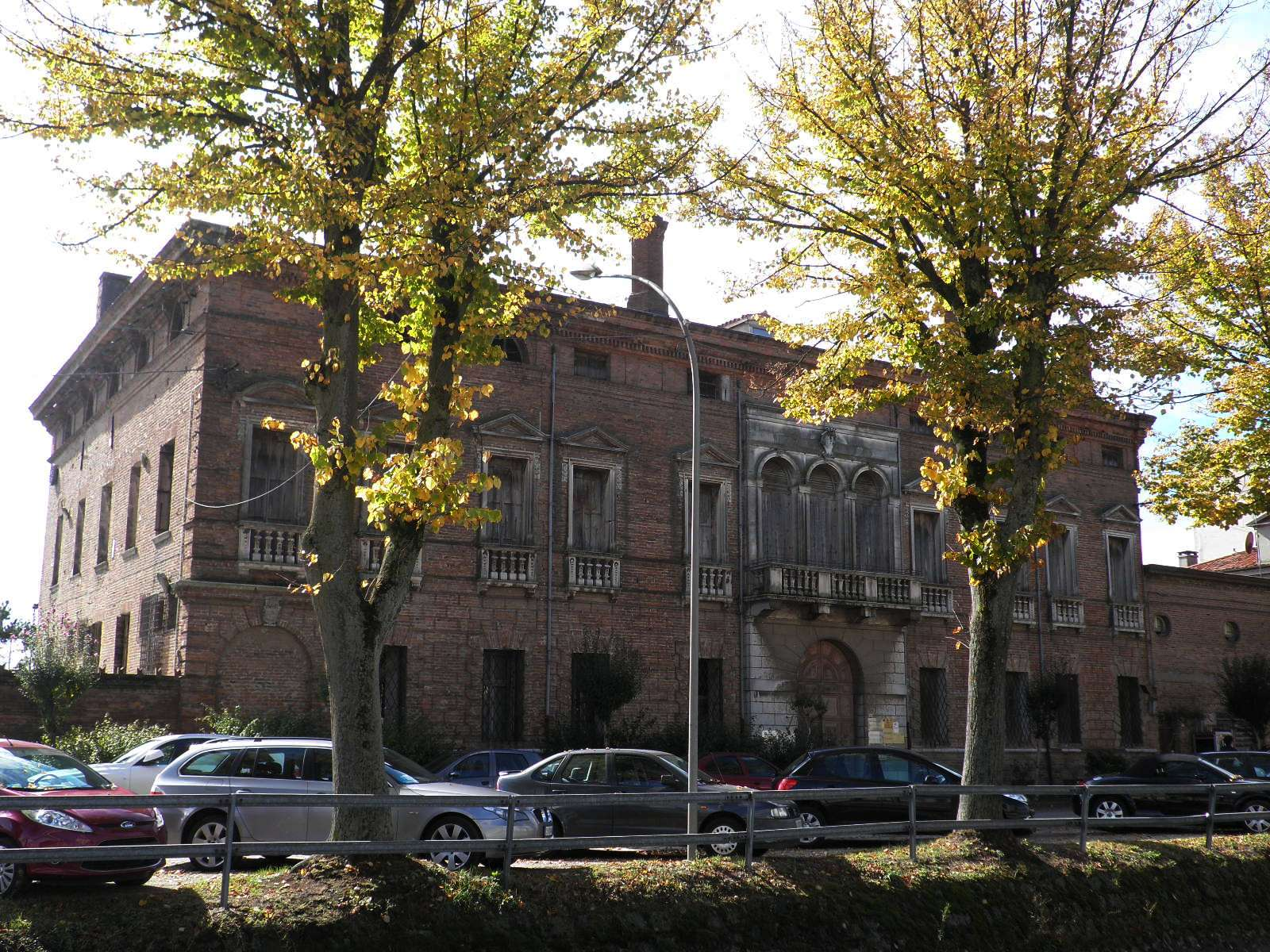
Palazzo Perolari-Malmignati
Si affaccia da destra sull'Adigetto anche Palazzo Perolari-Malmignati. Questo palazzo, di tipologia ferrarese, risale al XVI sec.. Dal 1923 è di proprietà del Comune al quale venne donato insieme al ricco archivio privato che conteneva. È caratterizzato da una facciata imponente dotata di un alto portone ad arco delimitato da bugnato in rilievo e pietra d'Istria, che si stacca dalle ali laterali in laterizio. La facciata posteriore, invece, è completamente in laterizio e si presenta più articolata. Vi si colloca un portale a tutto sesto sormontato da tre aperture centrali con poggiolo tra due finestre architravate. Oggi è sede di varie associazioni e in quello che era il terreno retrostante la villa si trovano gli impianti sportivi di Lendinara.
Casa dei Mario
In via del Santuario si trova la casa dove visse e morì Alberto Mario. Sulla facciata si trova una lapide che lo ricorda ed una seconda con un medaglione in bronzo, opera del melarese Policronio Carletti, che testimonia la generosità della moglie Jessie White nel donare alla Società Operaia Maschile di Mutuo Soccorso il brolo di casa Mario al fine di costruire le prime case operaie.
Arco del Castel Trivellin
Porta d'accesso alle antiche mura cittadine, ora scomparse, nei pressi dell'Adigetto.

### Monumenti

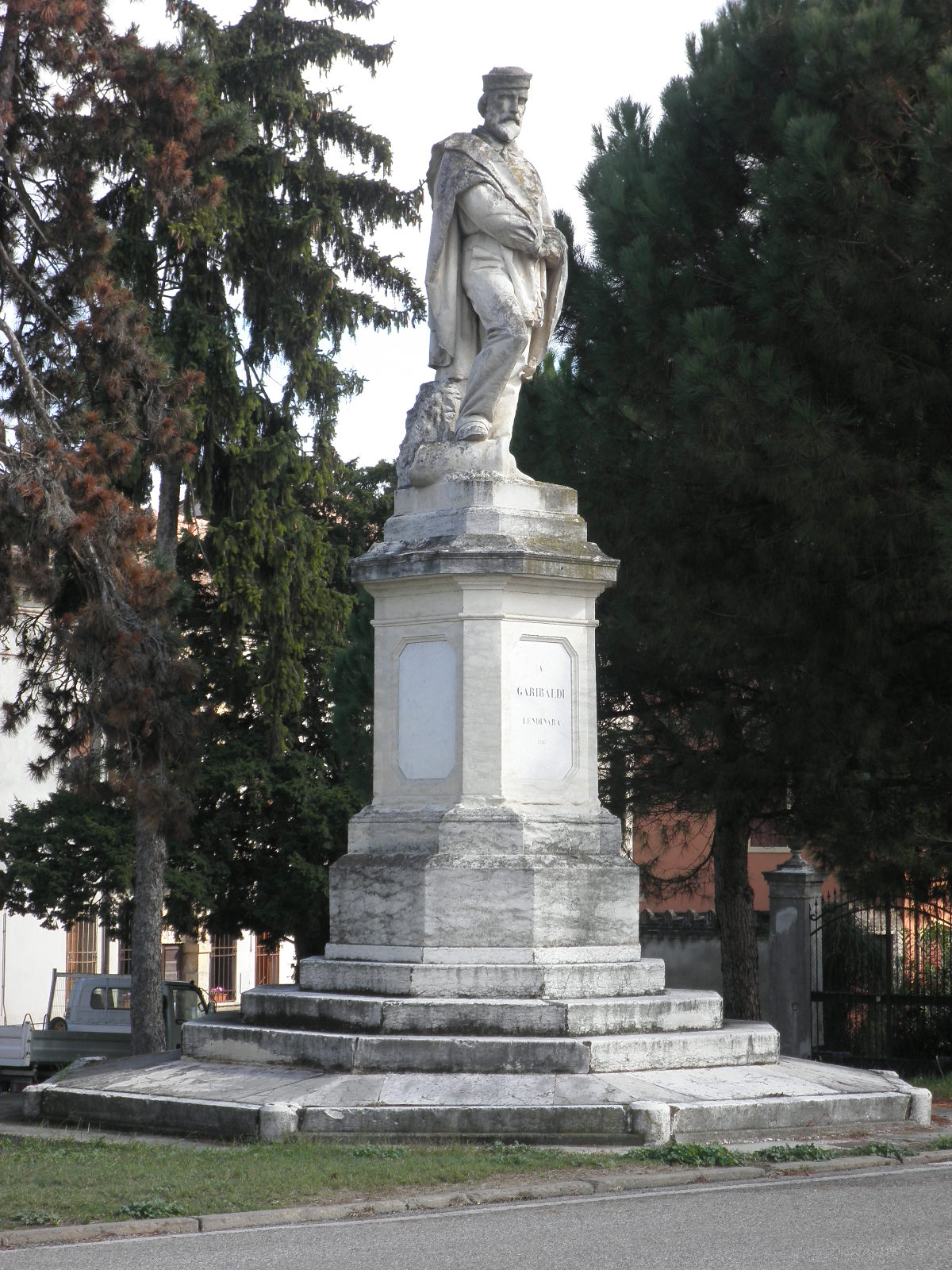
Monumento a Giuseppe Garibaldi

- Monumento a Lorenzo Canozi, opera di Natale Sanavio (1878).[11]
- Busto di Giuseppe Garibaldi, opera del lendinarese Antonio Saccomani (1883)[12]
- Monumento a Giuseppe Garibaldi, opera di Grazioso Spazzi (1885).[13]
- Monumento ad Alberto Mario, opera di Ettore Ferrari (1897).[14]
- Monumento a Giuseppe Marchiori, opera di Giulio Monteverde.[15]
- Lapide a Jessie White Mario, opera di Policronio Carletti (1907).[16]
- 'Monumento ai Caduti della Resistenza (Il fucilato), opera di Pericle Fazzini (1945).[17]
- Monumento a San Francesco d'Assisi, opera di Neri Pozza, inaugurato nel 1951.[18]
- Monumento ai Bersaglieri (1998)
- Cippo a mons. Ennio Giusberti (2003)
- Cippo al mutilato e invalido di tutte le guerre (2003)
- Monumento al Donatore di sangue (2005)
- Monumento ai Caduti di Nasiriyya, opera di Emidio Sturba e Giuseppe Straccia (2015)

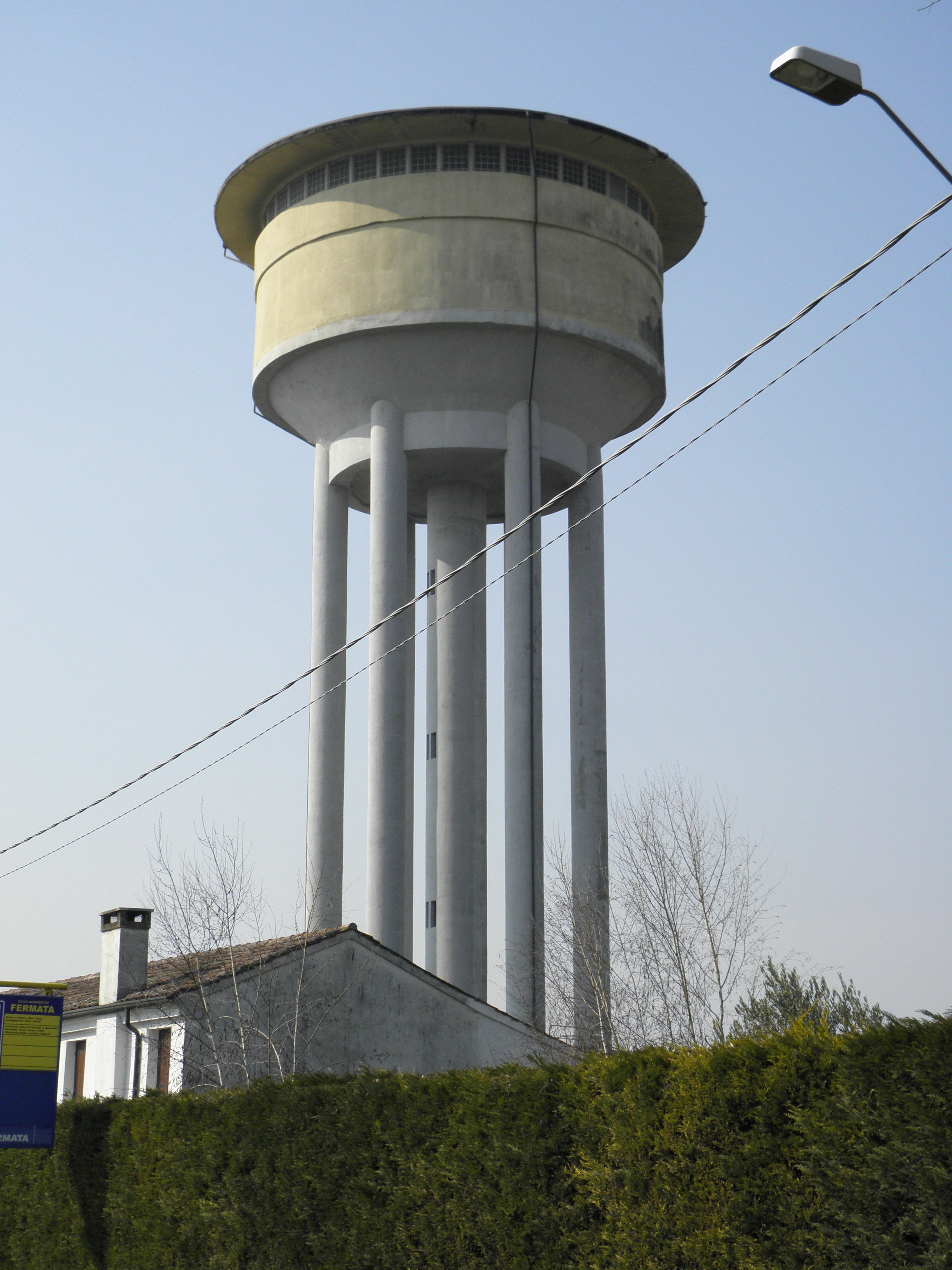
Torrino piezometrico e serbatoio idrico

Vari capitelli, edicole e sacelli, dedicati al culto popolare, sono dislocati lungo le vie principali e di campagna.

## Società

### Evoluzione e statistiche demografiche
Abitanti censiti

Al 1º gennaio 2010 la popolazione residente, pari a 12 247 abitanti, era così distribuita in base al sesso:
- maschi: 5874 (47,96%)
- femmine: 6373 (52,04%)

In base all'età:
- 0-14 anni: 1520 (12,41%)
- 15-64 anni: 7786 (63,57%)
- oltre i 65 anni: 2941 (24,01%)[21]

#### Etnie e minoranze straniere
Al 31 dicembre 2018 la popolazione straniera residente, che ammontava a 1 136 abitanti (9,76% del totale), era così distribuita in base al sesso:
- maschi: 535 (47,10%)
- femmine: 601 (52,90%)[22]

La maggioranza di queste persone proviene da Marocco, Cina, Romania e India ma sono numerose anche le minoranze provenienti da Albania, Moldavia, Ucraina e Polonia.

#### Popolazione residente in frazioni e località abitate
In occasione del 14º Censimento Generale della Popolazione e delle Abitazioni del 2001 la popolazione era così distribuita nel comune, nelle frazioni e nelle località abitate:
- Barbuglio: 48 abitanti
- Cavazzana-Santa Lucia: 65 abitanti
- Lendinara: 7 425 abitanti
- Molinella: 52 abitanti
- Ramodipalo Rasa: 652 abitanti
- Sabbioni centro: 112 abitanti
- Saguedo: 316 abitanti
- Treponti: 79 abitanti
- Villanova del Ghebbo - Valdentro: 307 abitanti
- Arzarello I: 55 abitanti
- Arzarello II: 57 abitanti
- Arzarello III: 12 abitanti
- Arzarello V: 21 abitanti
- Boaria Rosine: 19 abitanti
- Ca' Mignola Bassa: 25 abitanti
- Campomarzo: 38 abitanti
- Canton: 50 abitanti
- Capitello Rasa: 25 abitanti
- Capitello Rasa I: 21 abitanti
- Capitello Rasa II: 20 abitanti
- Capitello Valdentro: 44 abitanti
- Caselle Provinciale: 17 abitanti
- Crosara: 22 abitanti
- Crosara I: 17 abitanti
- Crosara II: 17 abitanti
- Fossello: 60 abitanti
- Lama: 46 abitanti
- Pajarola: 26 abitanti
- Rosa-Lendinara: 28 abitanti
- Sabbioni Alti I: 28 abitanti
- Sabbioni Alti II: 86 abitanti
- San Lazzaro: 19 abitanti
- San Lazzaro Provinciale: 55 abitanti
- Viazza: 21 abitanti
- Case sparse: 2 288 abitanti[23]

Dati Ufficiali Istat[Istituto nazionale di statistica]

## Cultura

### Istituti culturali
L'interno di Palazzo Malmignati-Boldrin accoglie dal 1955 l'Ente Morale Istituzione Brunetto Boldrin, dal 1972 la Biblioteca Comunale "G. Baccari" e dal 1990 l'Archivio Storico Comunale oltre a diversi archivi di famiglie nobiliari.
L'Archivio Storico Comunale conserva materiale per lo più successivo al 1809, anno in cui il popolo mise a ferro e fuoco, a causa delle continue tassazioni, l'edificio in cui era conservata la maggior parte della documentazione. Restano alcuni registri, atlanti e alcune sporadiche carte antecedenti a quell'anno. Ciò nonostante l'Archivio contiene quasi 4000 pezzi. Assieme al corposo archivio comunale sono conservati archivi privati come quelli della famiglia Malmignati e quello di Giuseppe Marchiori.
La Biblioteca Comunale, intitolata a don Gaetano Baccari, è situata al piano nobile dell'edificio e contiene all'incirca 24000 volumi. Costituita inizialmente dai 7000 libri raccolti da don Gaetano Baccari e donati alla cittadinanza, si è arricchita con altre donazioni di intellettuali lendinaresi. È una biblioteca in continua evoluzione, tesa ad accogliere in particolare studi di storia locale, letteratura per ragazzi e una consistente sezione storico artistica oltre ai nuovi successi letterari. Di particolare importanza sono La Gerusalemme liberata del Tasso stampata a Venezia da G. B. Albrizzi, contenente 95 incisioni realizzate su disegni di Piazzetta, e gli Statuti della città di Verona risalenti al 1475. La Biblioteca conserva altri 19 incunaboli e 837 cinquecentine.

### Eventi
- Fiera di Lendinara - settembre lendinarese, 346ª edizione
- Fiera di San Marco, 405ª edizione
- Festival Internazionale "Il suono e gli strumenti di Domenico Montagnana", 7ª edizione
- "Lendinara tra storia, arte e devozione", visite guidate in città
- "L'arte del Presepe", 10ª edizione
- Premio Letterario Internazionale Città di Lendinara "L'Arcobaleno della Vita", 10ª edizione
- Stagione di prosa - Teatro Comunale Ballarin
- Rievocazione storica "Arriva Garibaldi"

### Radio
A Lendinara ha avuto sede tra gli anni '70 ed '80 una delle prime emittenti libere del Veneto: Radio Lendinara, FM 89,5 MHz, con sede in Piazza del Risorgimento 11. Nella città, inoltre, veniva trasmessa dalla Parrocchia di San Biagio "Radio Kolbe", la radio della Diocesi di Adria-Rovigo sulla frequenza di 98,400 MHz. Venivano trasmessi alternativamente i programmi di Radio Kolbe e le Sante Messe della Parrocchia, dal 2020 le trasmissioni sono state interrotte.

## Infrastrutture e trasporti

### Strade
Lendinara è dotata di una propria uscita sulla SS434 Transpolesana che la collega con Verona e Rovigo; l'uscita, situata a pochi km dal centro della città, è raggiungibile percorrendo la SP 17. Facilmente raggiungibile è anche l'Autostrada A31 Valdastico Sud che, nei pressi di Badia Polesine, si connette con la SR88 e con la Transpolesana. È inoltre possibile raggiungere Rovigo anche attraverso la SR88 Rovigo - Badia Polesine. Lungo questa strada, poco prima del capoluogo di provincia, è disponibile l'uscita Rovigo dell'Autostrada A13 Bologna - Padova.

### Ferrovie
Lendinara dispone di propria stazione ferroviaria che si trova sulla linea Verona - Legnago - Rovigo. È disponibile il collegamento diretto con i comuni di Badia Polesine, Bovolone, Buttapietra, Castagnaro, Cerea, Costa di Rovigo, Fratta Polesine, Isola della Scala, Legnago, Rovigo, Verona e Villa Bartolomea.

### Autobus
Sono presenti nel territorio di Lendinara diverse fermate degli autobus il cui servizio viene effettuato da Busitalia Veneto. È disponibile il collegamento diretto con: Badia Polesine, Baruchella, Calto, Castelmassa, Ceneselli, Ferrara, Ficarolo, Fiesso Umbertiano, Fratta Polesine, Gaiba, Lusia, Melara, Monselice, Occhiobello, Ostiglia, Padova, Pincara, Rovigo, Salara, Stienta, Trecenta, Villa Estense e Villanova del Ghebbo.

### Fiumi e canali
I fiumi principali sono il Naviglio Adigetto, che divide in due la città, e il fiume Adige, che ne lambisce il territorio nei pressi delle frazioni Campomarzo e Barbuglio. Sono presenti, inoltre, nel territorio comunale altri canali e scoli di minore importanza.

## Amministrazione
| Periodo | Periodo   | Primo cittadino   | Partito                      | Carica  | Note |
| ------- | --------- | ----------------- | ---------------------------- | ------- | ---- |
| 1995    | 1999      | Piero Bassani     | Lista civica                 | Sindaco |      |
| 1999    | 2004      | Piero Bassani     | Lista civica (centro-destra) | Sindaco |      |
| 2004    | 2009      | Alessandro Ferlin | Lista civica (centro-destra) | Sindaco |      |
| 2009    | 2014      | Alessandro Ferlin | Lista civica (centro-destra) | Sindaco |      |
| 2014    | 2019      | Luigi Viaro       | Lista civica (centro-destra) | Sindaco |      |
| 2019    | 2024      | Luigi Viaro       | Lista civica (centro-destra) | Sindaco |      |
| 2024    | in carica | Francesca Zeggio  | Lista civica (centro-destra) | Sindaco |      |

## Ex Frazioni
A Lendinara sono stati uniti i comuni di Saguedo (1869) e di Ramodipalo (1927).

## Sport

### Impianti sportivi
- Campo Sportivo "Perolari"
- Campo Sportivo c/o Parrocchia di Santa Sofia
- Campo Sportivo c/o frazione di Saguedo
- Palazzetto dello Sport
- Tennis club Lendinara
- Palestra c/o Scuola Primaria "F. G. Baccari"
- Palestra c/o Scuola Primaria Paritaria Istituto Parrocchiale "Immacolata"
- Palestra c/o Scuola Secondaria di I grado "A. Mario"
- Palestra c/o Parrocchia di San Biagio

### Associazioni sportive

#### Calcio
L'U.S.D. Lendinarese è nata nel 1946 ed attualmente milita nel campionato di terza categoria. La Lendinarese ha partecipato durante la sua lunga storia al campionato nazionale di Serie D, durante il campionato 1996/96, classificandosi al 16º posto con 31 punti del girone D, retrocedendo al campionato di Eccellenza. Nelle file della Lendinarese è cresciuto Paolo Dal Fiume, che ha giocato in Serie A con Perugia, Napoli e Udinese, al fianco di grandi campioni come Zico e Maradona.
La Polisportiva Santa Sofia, nata nel 1987, milita nel campionato di seconda categoria. Partecipa, inoltre, ai campionati giovanili provinciali piccoli amici, pulcini, esordienti e giovanissimi e a quelli regionali nelle categorie giovanissimi, allievi e juniores. Nell'ambito del calcio a 5 femminile milita nel campionato regionale di serie D. La Polisportiva Santa Sofia è affiliata all'Associazione Calcio ChievoVerona.
A Lendinara si svolge ogni anno il torneo giovanile "Roberta Reviglio" arrivato alla 17ª edizione. A Lendinara si svolge il torneo a carattere regionale "Città di Lendinara" giunto alla decima edizione ed organizzato dalla USD Lendinarese; il torneo è organizzato per le categorie pulcini, esordienti, giovanissimi, allievi e juniores.
Nella frazione Ramodipalo da molti anni c'è lo Juventus Club, che un tempo si riuniva nel locale adiacente al bar (oggi questo locale è diventato una pizzeria); oggi si riunisce nel bar.
U.S.D. Lendinarese ha cambiato nome è diventata nel 2023 Union Vis Lendinara la quale milita nel campionato di Promozione

#### Tennis
Il Tennis Club Lendinara, nato nel 1958, è dotato di quattro campi da tennis di cui due coperti nel corso dei mesi invernali, di ampio bar, sala TV e sale da gioco. Si trova nei pressi del Palazzo Perolari-Malmignati. Vi si svolgono corsi per bambini ed adulti nel corso di tutto l'anno, nonché tornei nazionali femminili e maschili.

#### Pallacanestro
La pallacanestro pianta le proprie radici a Lendinara nei primi anni settanta ed è stata, in seguito, formalmente costituita nel 1985; da allora è stata fatta molta strada.
Nella stagione 2010/11 ha partecipato con tre formazioni giovanili ai campionati federali della FIP, trofeo Aquilotti per il minibasket, oltre ai campionati Under 13 ed Under 14 per il settore basket.
Nella stagione sportiva 2011/12 sono state allestite quattro squadre, due nel settore minibasket, gazzelle ed esordienti, due nel settore basket, under 14 ed under 15.
Nella prossima stagione, 2012/13, il Direttivo societario conta di aggiungere una quinta squadra, sempre nel settore giovanile, ed allo stato questo sarà l'organico: Aquilotti e Scoiattoli per il minibasket oltre ad under 13, 15 e 17 nel settore basket.

#### Pallavolo
La Polisportiva Città di Lendinara Volley è nata nel 1966 e non ha mai smesso di crescere. Oggi vanta numerose squadre tra cui il minivolley, l'under 13, under 14, under 16, terza divisione, seconda divisione e prima divisione. Negli ultimi anni ha ottenuto ampi successi, tra cui una squadra che ha raggiunto i livelli di serie C.

#### Rugby
Nel 2008 è nata l'A.S.D. Rugby Lendinara che dopo 30 anni ha riportato a Lendinara il rugby. La squadra lendinarese milita dal 2009 nel campionato nazionale di serie C - C.I.V. Girone 2.
nel campionato 2011-2012 dopo solo tre anni di attività si piazza al secondo posto del campionato nazionale, serie C-CIV ed è stata la squadra polesana che ha raggiunto il miglior piazzamento stagionale rispetto alle altre societa del rugby polesano.
Inoltre grazie agli ottimi risultati, l'interesse del rugby a Lendinara suscita sempre più interesse e curiosita da parte dei cittadini, e dal 2012 inizia anche con settore junior, dove sta lavorando con bambini under 6-8-10-12-14 e 16.

#### Podismo
Il Gruppo Podistico Città di Lendinara organizza nella città ogni anno una corsa competitiva chiamata "Circuito degli assi", arrivata alla 5ª edizione, ed una camminata in occasione dell'8 dicembre detta "Caminada dell'Immacolata", arrivata alla 8ª edizione.

#### Pattinaggio
Il Roller Club Lendinara è stato fondato nel 2001. Gli atleti di questa società di pattinaggio praticano agonismo e partecipano ai vari Campionati della FIHP a livello Provinciale, Regionale e Nazionale, oltre ai vari trofei in giro per l'Italia. Oltre all'agonismo il Roller Club propone una scuola di Pattinaggio artistico.

#### Tchoukball
L' A.S.D. Lendinara Tchoukball, nata il 9 settembre 2009, è una società sportiva molto attiva nel territorio comunale nell'organizzazione di eventi e nella diffusione scolastica. Dal punto di vista agonistico partecipa al campionato italiano di serie A con i Lendinara Celtics, e al campionato italiano di serie B di Tchoukball con la squadra dei Lendinara Dragons.
Tra le sue file presenta inoltre i Lendinara Wolves, squadra giovanile under 15, campione d'Italia di categoria nella stagione 2021-2022

#### Ciclismo
La società sportiva Libertas Ramodipalo-Rasa, fondata nel 1927, è la più antica società sportiva attualmente operante a Lendinara. Oggi partecipa a raduni cicloturistico - amatoriali ed organizza gare per dilettanti.

#### Karate
L'Associazione Sportiva Karate Ramodipalo è stata fondata nel 1999.

#### Motori
L'A.S.D. "Tre valli" organizzava a Ramodipalo ogni anno una tappa del campionato italiano di Tractor Pulling. Questi eventi attiravano migliaia di appassionati dal triveneto e dall'Emilia-Romagna. L'associazione organizzava anche altri eventi motoristici riguardanti quad, formula driver, car cross e gimkane trattoristiche. La prima edizione fu nel 2004 e l'ultima nel 2012. Negli anni seguenti e fino al 2016 sono state fatte alcune corse "Stock Car Cross" sul terreno che veniva usato per il Tractor Pulling. In seguito, dati gli elevati costi di gestione, non è stata più fatto alcun evento motoristico.